# Имперское министерство оккупированных восточных территорий

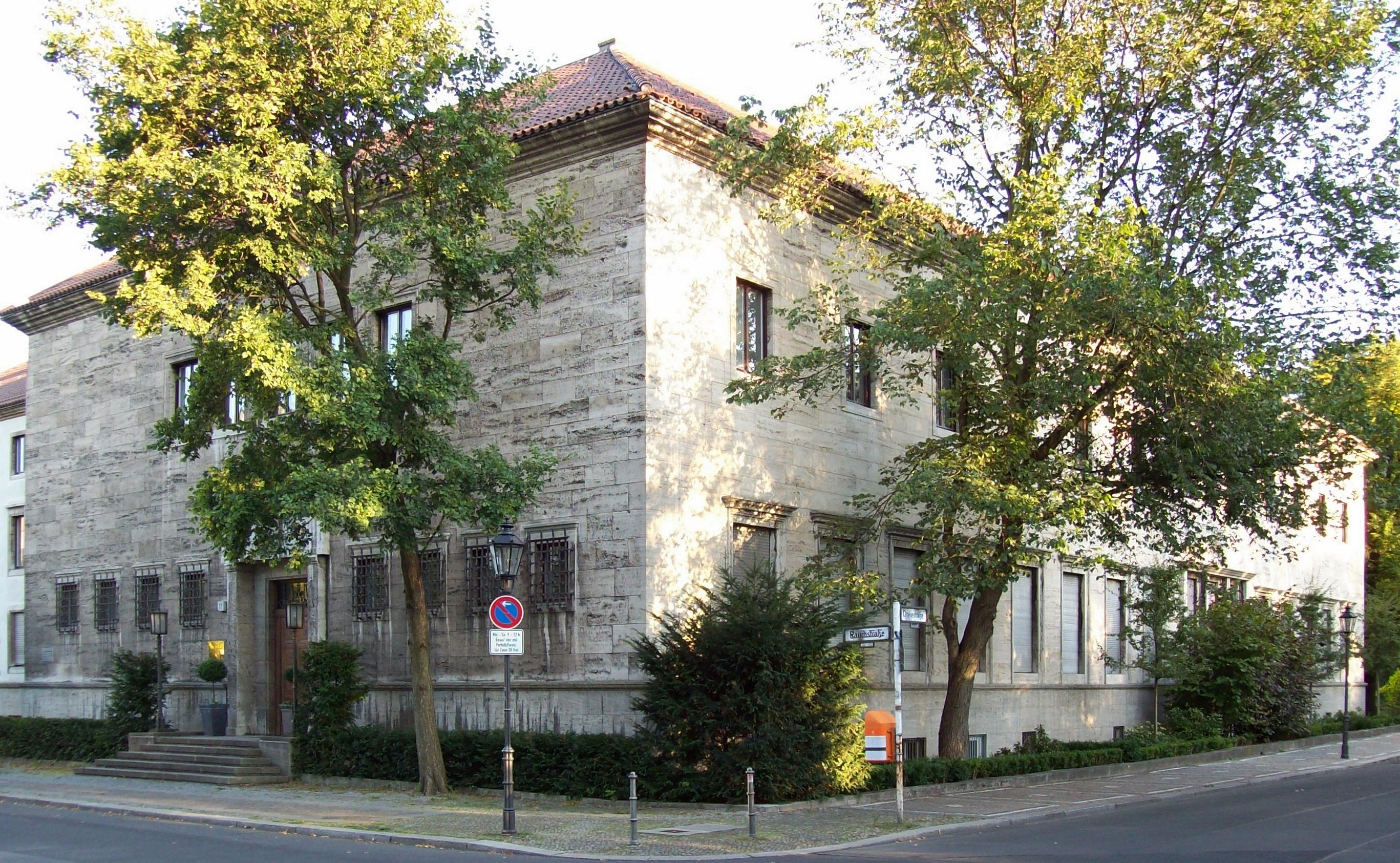
Берлин, Раухштрассе 17-18, здание Восточного министерства. До войны — резиденция Югославского королевского посланника.

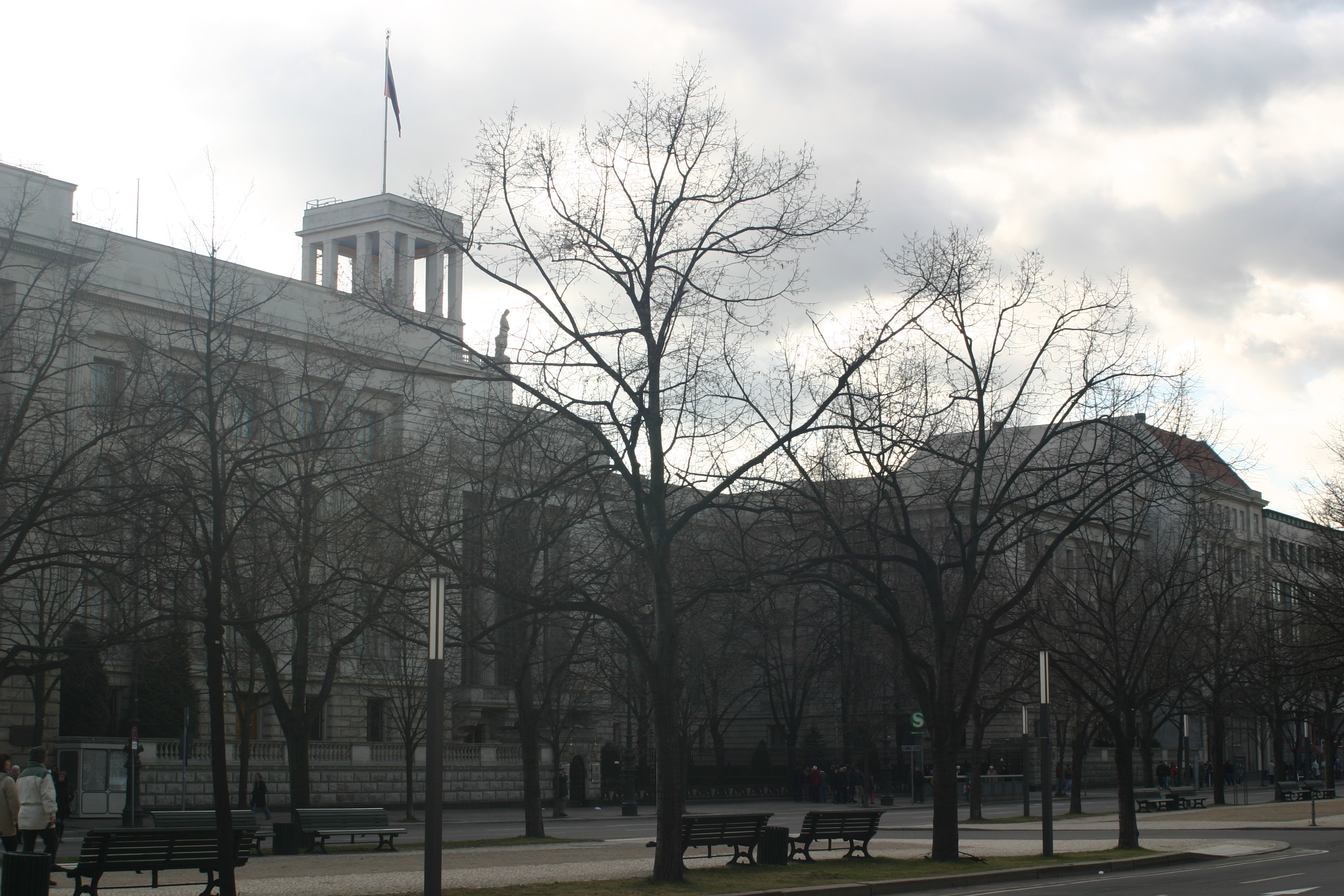
Берлин, Унтер ден Линден 63, в 1942—1944 — главное здание Восточного министерства. До войны и после неё — посольство СССР.

Имперское министерство оккупированных восточных территорий (нем. Reichsministerium für die besetzten Ostgebiete (RMfdbO)), сокращённо Восточное министерство (Ostministerium), — одно из имперских министерств нацистской Германии, созданное для гражданского управления захваченными в ходе войны территориями СССР.
Было учреждено на основании указа Гитлера от 17 июля 1941 года «О гражданском управлении в оккупированных восточных областях» („Erlaß des Führers über die Verwaltung der neubesetzten Ostgebiete“).

## История
2 апреля 1941, когда полным ходом шла подготовка нападения Германии на Советский Союз, между А. Гитлером и рейхсляйтером Альфредом Розенбергом состоялась беседа, в ходе которой Гитлер поручил ему приступить к разработке необходимых директив по проведению оккупационной политики на востоке. Через 5 дней после этого Гитлер поручил Розенбергу создать и возглавить центральное политическое бюро для проведения этой работы (нем. zentrales politisches Büro für die Ostarbeit).
20 апреля 1941 года Гитлер назначил Розенберга своим «непосредственным уполномоченным для централизованного решения вопросов восточноевропейского пространства». Перед Розенбергом была поставлена задача подготовить план расчленения СССР и проект создания местных органов управления на планируемых захваченных территориях Советского Союза. Этот план был представлен в докладе А. Розенберга 9 мая 1941 года и принят с рядом поправок.
20 июня 1941 года, за два дня до нападения на СССР, Розенберг выступил перед своими подчинёнными с речью «О политических целях Германии в предстоящей войне против Советского Союза и планах его расчленения».
В ней он заявлял:

Вместо должности уполномоченного, возможно, будет создано учреждение с определёнными правами и государственными задачами. Сегодня нельзя определить служебные должности, но на сегодня можно считать разрешёнными следующие вопросы:
1. полномочие осуществлять на Востоке правопорядок предоставлено мне;
2. вопросы подчинённости четырёх рейхскомиссаров, которые получают указания только от меня;
3. всё руководство областью осуществляется рейхскомиссаром.

Окончательное решение о создании министерства было принято 16 июля 1941 года в ходе встречи Гитлера, Геринга и Розенберга. 17 июля 1941 года Гитлер издал указ «О гражданском управлении в оккупированных восточных областях», в соответствии с которым под руководством Розенберга было сформировано Имперское министерство оккупированных восточных территорий.
В указе Гитлера говорилось:

Рейхсминистром оккупированных восточных областей назначается рейхсляйтер Альфред Розенберг. Его резиденция находится в Берлине. (§ 4)

Подчинённые рейхсминистру по делам оккупированных восточных областей вновь оккупированные области подразделяются на рейхскомиссариаты, они в свою очередь подразделяются на генеральные округа, а эти последние — на районы. Несколько районов могут быть объединены в главные округа. (§ 5)

Во главе каждого рейхскомиссариата стоит рейхскомиссар; во главе каждого генерального округа — генеральный комиссар. В случае образования главного округа во главе его стоит главный комиссар.
Рейхскомиссары и генеральные комиссары назначаются мной, руководители главных отделов учреждений, подчинённых рейхскомиссарам, а также главные комиссары и районные комиссары — рейхсминистром по делам оккупированных восточных областей. (§ 6)

Рейхскомиссары подчиняются рейхсминистру по делам оккупированных восточных областей и получают указания исключительно от него, если в действие не вступает § 3. (§ 7)

В ходе войны министерство занималось гражданским управлением тех захваченных территорий СССР, которые не входили в зону ответственности военного командования. Таковыми являлись: Эстония, Латвия, Литва, Белоруссия, значительная часть Украины и некоторые районы РСФСР.
По мнению сотрудничавшего с немцами журналиста Анатолия Стенроса-Макриди, ни Розенберг, ни возглавляемое им восточное министерство не пользовались авторитетом среди руководства НСДАП потому что Гитлер относился к Розенбергу с презрением за его «теоретичность» и беспомощность и бездарность в качестве администратора: «Все нацисты знали, что при Гитлере Розенберг не смел даже рта раскрыть и никогда не раскрывал. С постановлениями и распоряжениями Остминистерства решительно никто не считался, а Розенберг даже жаловаться на это никому не смел».
Несмотря на то, что к 1945 году практически все территории СССР были освобождены советскими войсками, министерство продолжало существовать вплоть до краха гитлеровской Германии в мае 1945 года. По поводу существования этого министерства в военной ситуации весны 1945 года имперский уполномоченный по тотальной войне Й. Геббельс, отвечавший за мобилизацию чиновников на фронт, записал в своём дневнике: «Рейхсминистр Розенберг всё ещё отказывается распустить своё министерство. Он называет его теперь не министерством по делам оккупированных восточных областей, ибо это звучало бы слишком смешно, а только восточным министерством. Он хочет сосредоточить в этом министерстве всю нашу восточную политику» (запись от 16 марта 1945 г.); «Розенберг продолжает отказываться ликвидировать восточное министерство» (запись от 18 марта 1945 г., с. 220). Тем не менее, значительная часть аппарата министерства была мобилизована в ходе мероприятий по ведению тотальной войны.

## Структура
- Имперский министр по делам оккупированных восточных территорий (Альфред Розенберг)
- Заместитель министра (Альфред Мейер)
- Отдел Z (Центральное управление)
  - Связной ставки Фюрера (Вернер Кёппен, de:Werner Koeppen)
  - Связной ОКХ (Отто Бройтигам, de:Otto Bräutigam)
- Главное управление I (Политика), начальник Георг Лейббрандт, затем Готтлоб Бергер.
  - Отдел 1 — Общий
  - Отдел 2 — Остланд
  - Отдел 3 — Украина
  - Отдел 4 — Московия
  - Отдел 5 — Кавказ
  - Отдел 6 — Культура
  - Отдел 7 — Расселение
  - Отдел 8 — Пресса
  - Отдел 9 — Молодёжь
  - Отдел 10 — Женщины
- Главное управление II (Администрация)
  - Отдел 1 — Внутреннее управление
  - Отдел 2 — Здравоохранение
  - Отдел 3 — Ветеринария
  - Отдел 4 — Социальная служба
  - Отдел 5 — Право
  - Отдел 6 — Финансы
  - Отдел 7 — Наука — Ф.Герман
  - Отдел 8 — Информаторы
- Главное управление III (Экономика), начальник Густав Шлоттерер (de:Gustav Schlotterer)
  - группа экономического сотрудничества
    - Отдел 1 — Промышленность
    - Отдел 2 — Лесное дело
    - Отдел 3 — Рабочая сила
    - Отдел 4 — Цены
    - Отдел 5 — Транспорт

  - группа продовольствия и земледелия
    - Отдел 1 — Аграрная политика
    - Отдел 2 — Производство
    - Отдел 3 — Учёт и контроль
    - Отдел 4 — Управление

## Местные органы

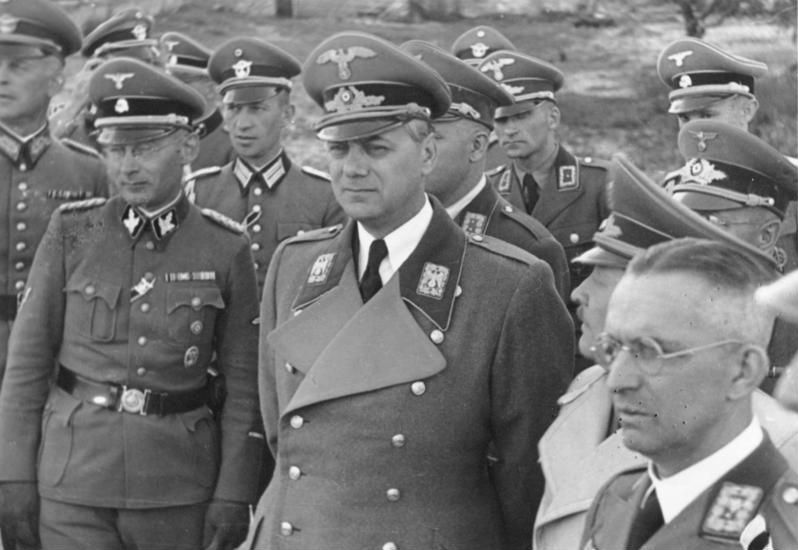
Рейхсминистр оккупированных восточных территорий Альфред Розенберг (в центре), рейхскомиссар Украины Эрих Кох и заместитель Розенберга гауляйтер Альфред Мейер (крайний справа). Киев, июнь 1942 года.

На местном уровне министерству оккупированных восточных территорий подчинялись рейхскомиссариаты «Остланд» (центр — Рига), включавший территорию прибалтийских республик и Белоруссии, во главе с Генрихом Лозе; «Украина» (центр — Ровно), включавший в основном территорию Украины, за исключением нескольких областей Западной Украины, вошедших в состав Генерал-губернаторства, а также часть белорусских областей: юг Брестской области, почти вся Гомельская и часть Пинской и Полесской областей, во главе с Эрихом Кохом. Предусматривалось создание рейхскомиссариатов «Кавказ» (центр — Тбилиси; рейхскомиссар Арно Шикеданц); «Московия» (Центральная Россия до Урала; рейхскомиссар — 3игфрид Каше); «Туркестан» (территория Средней Азии). Аппараты рейхскомиссариатов «Кавказ», «Москва» и «Туркестан» были сформированы в 1941 году, однако к работе приступили лишь некоторые административные органы на Кавказе и в Центральной России.
Некоторая часть документов министерства хранится в Российском государственном военном архиве.

## Публикации
Под эгидой министерства выходил ряд правительственных печатных изданий на оккупированных территориях, а также справочники и публицистические брошюры. Так, в редактировавшейся Георгом Лейббрандтом серии "Библиотека восточного пространства" (Bücherei des Ostraumes), берлинское издательство "Штольберг" в 1941-1943 гг. выпустило следующие издания:
- Benzing J. Turkestan. Berlin, 1942.
- Bräutigam O. Die Landwirtschaft in der Sowjetunion. Berlin, 1942.
- Buchholz E. Die Wald- und Holzwirtschaft des Ostraumes. Berlin, 1943.
- Erhorn I. Kaukasien. Berlin, 1942.
- Die Völker des Ostraumes. Berlin, 1942.
- Die wirtschaftlichen Möglichkeiten der Sowjetunion. Berlin, 1942.
- Krupinski K. Die Komintern seit Kriegsausbruch. Berlin, 1941.
- Krupinski K. Rückkehrer berichten über die Sowjetunion. Berlin, 1942.
- Poehl G. v., Aghte M. Das Judentum - das wahre Gesicht der Sowjets. Berlin, 1941.
- Reitenbach G. UdSSR. Staatssystem. Parteiaufbau. Komintern. Berlin, 1941.
- Shovheniv I. Die Wasserwirtschaft in der Ukraine. Berlin, 1942.
- Ukraine. Berlin, 1942.
- Spuler B. Idel-Ural Völker und Staaten. Berlin, 1942.
- Leistung und Schicksal des bäuerlichen Deutschtums im Ostraum. Berlin, 1942.